# Ingemar Hasselblad
Aron Axel Ingemar Hasselblad, född den 11 november 1894 i Lindesberg, död den 16 maj 1967 i Skutskär, var en svensk författare. Signaturer: Håde, Ingemar Håde och I. H—d.

## Biografi
Efter studier vid Lindesbergs samrealskola avlade Hasselblad 1917 folkskolläreexamen i Strängnäs. Han tjänstgjorde som folkskollärare först i Vasselhyttan och Guldsmedshyttan och sedan 1924 i Älvkarleö. 
Redan 1912 började han medarbeta i olika tidningar och tidskrifter och var även bokrecencent i Arbetarbladet och i skolpressen. I sitt skönlitterära författarskap behandlade Hasselblad hembygden i Bergslagen och han skrev sagor, barnvisor och ungdomsböcker. Han var även verksam som konstnär och ställde ut akvareller och oljemålningar samt föreläste i samhällsekonomiska ämnen. Han var en av initiativtagarna till Vasselhyttans hembygdsgård. 